# Llista de kans de Sibèria
Aquesta és la llista dels kans mongols de Sibèria:
- Munch-Timur: 1359
- Alibek khan: 1359-1375
- Giyath Kaganbek ud-Din: 1375-1396
- Toktamish Khan: 1396-1406
- Zhumaduk Khan: 1406-1421
- Mahmud Khodja Khan: 1421
- Hizr Khan: 1421
- Kazhy-Mohammed: 1421-1428
- Abu l-Khayr Khan: 1428-1464
- Ibak Khan: 1464-1495
- Mamuq Khan: 1495-1502
- Kuluk Khan: 1502-1530
- Jediger Khan: 1552-1563
- Kučum Khan: 1563-1598
- Ali Khan: 1598-1604